# كأس فيد 2016
كأس فيد 2016 (بالإنجليزية: 2016 Fed Cup)‏ هو الموسم 54 من كأس فيد. أقيم خلال الفترة 3 فبراير 2016م وحتى 13 نوفمبر 2016م، وفاز فيه منتخب التشيك لكأس فيد.